# 佩鲁日
佩鲁日（法語：Pérouges，法語發音：[peʁuʒ]）是法国安省的一个市镇，位于该省南部，属于贝莱区。

## 地理
佩鲁日（45°54'12"N, 5°10'46"E）面积18.97 平方千米，位于法国奥弗涅-罗讷-阿尔卑斯大区安省，该省份为法国东部省份，北起汝拉省，西北接索恩-卢瓦尔省，西接罗讷省和里昂大都会，南至伊泽尔省，东与萨瓦省、上萨瓦省和瑞士接壤。
与佩鲁日接壤的市镇（或旧市镇、城区）包括：贝利尼厄、圣克里斯托夫堡、安河畔沙尔诺兹、法拉芒、梅克西米约、圣埃卢瓦、圣让德尼奥斯特。

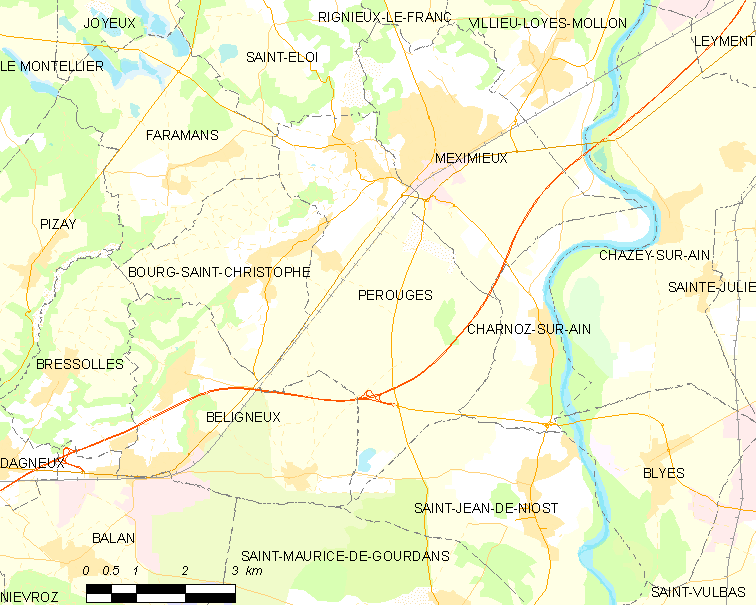
佩鲁日的OSM定位图

佩鲁日的时区为UTC+01:00、UTC+02:00（夏令时）。

## 行政
佩鲁日的邮政编码为01800，INSEE市镇编码为01290。

## 政治
佩鲁日所属的省级选区为梅克西米约县。

## 人口

1962-2008年间佩鲁日人口变化图示

佩鲁日于2022年1月1日时的人口数量为1382人。